# Warnice, Hạt Pyrzyce
Warnice [varˈnit͡sɛ] (tiếng Đức: Warnitz) là một ngôi làng ở hạt Pyrzyce, West Pomeranian Voivodeship, ở phía tây bắc Ba Lan. Đó là chỗ ngồi của gmina (khu hành chính) được gọi là Gmina Warnice. Nó nằm khoảng 15 kilômét (9 mi) phía đông bắc Pyrzyce và 33 km (21 mi) về phía đông nam của thủ đô khu vực Szczecin.